# Neath Castle
Neath Castle (walisisch Castell Nedd) ist eine Burgruine in Wales. Die als Kulturdenkmal der Kategorie Grade II* klassifizierte und als Scheduled Monument geschützte Ruine liegt im Zentrum der Stadt Neath südlich des River Neath.

## Geschichte
An der Furt über den Fluss, wo bereits die Römer ab 75 ein kleines Kastell errichtet hatten, errichtete Robert, 1. Earl of Gloucester in der ersten Hälfte des 12. Jahrhunderts einen Ringwall. Vermutlich hatte Roberts Constable Richard de Granville bereits etwa ein Kilometer südwestlich einen ersten Ringwall errichtet, der jedoch um 1130 für die Gründung von Neath Abbey aufgegeben wurde.
Die Burg blieb im Besitz der Lords of Glamorgan und war mehrfach zwischen Anglonormannen und Walisern umkämpft. Nach dem Tod von William FitzRobert, dem Sohn Roberts of Gloucester 1183 belagerte Morgan ap Caradog, der walisische Lord von Afan die Burg, bis sie im Frühsommer 1184 durch den Justiciar Ranulf de Glanville entsetzt wurde. Am 21. Mai 1210 besuchte König Johann die Burg auf seiner Reise Richtung Irland, und auf seinem Rückweg übernachtete er vom 27. bis 28. August in der Burg. Am 29. Juni 1231 zerstörte der mit Llywelyn ap Iorwerth verbündete Morgan Gam, Lord von Afan, die Burg. Vermutlich nach dieser Zerstörung wurden unter Richard de Clare die bis dahin hölzernen Befestigungen aus Stein wiederaufgebaut. 1244 schlug die Besatzung der Burg plündernde Waliser in die Flucht. Im September 1258 widerstand die Burg einer Belagerung durch Llywelyn ap Gruffydd, bei der die Stadt zerstört wurde. Am 12. Dezember 1284 übernachtete König Eduard I. während seiner nach dem endgültigen Sieg über Llywelyn ap Gruffydd unternommenen Rundreise durch Wales in der Burg. Nach dem Tod von Lord Gilbert de Clare kam es im Juni 1314 zu einem schweren, doch vergeblichen walisischen Angriff auf die Burg, ebenso wie während der Revolte von Llywelyn Bren 1316. Während des Despenser War, des Aufstands der Barone gegen Hugh le Despenser, der 1316 Lord of Glamorgan geworden war, wurde die Burg 1321 erobert. Ihr Constable, John Iweyn, Lord of Loughor und Despensers Sheriff für Glamorgan, wurde gefangen genommen, nach Swansea gebracht und durch John de Forneaux hingerichtet. Despenser erlangte jedoch bereits 1322 seine Besitzungen zurück. Die Burg wurde wiederhergestellt, das bisherige Tor wurde durch das heute noch erhaltene große Torhaus ersetzt. Während ihrer Flucht weilten König Eduard II. und Despenser vom 5. bis zum 10. November 1326 auf der Burg, ehe sie am 16. November bei Llantrisant gefangen genommen wurden. Der König ließ vermutlich einen Teil seines beträchtlichen Thronschatzes in der Burg, wo er in die Hände von Plünderern fiel.
Ab dem 15. Jahrhundert verlor die Burg ihre militärische Bedeutung und verfiel. 1715 kaufte sie der Unternehmer Humphrey Mackworth von ihrer damaligen Besitzerin Charlotte Herbert, der Tochter und Erbin des 7. Earl of Pembroke. Die Anlage diente verschiedenen Zwecken und wurde überbaut. Ab 1962 wurden die verbliebenen Ruinen gesichert. Die Reste der Burg können von außen besichtigt werden.

## Anlage
Von den Wällen des 12. Jahrhunderts sind nur noch geringe Reste östlich des Torhauses erhalten. Der am besten erhaltene Teil der Burg ist die Fassade des mächtigen, nach 1322 von Hugh le Despenser errichteten Torhauses im Westen der Burg. Das mächtige, aus dunklem Sandstein erbaute Torhaus wird von zwei halbrunden Türmen eingerahmt, die Tordurchfahrt war mit einer Zugbrücke und Gusslöchern gesichert. An den rechten Turm schloss sich die Stadtmauer an, von der noch der Ansatz erhalten ist. Die Kernburg war von einer D-förmigen Ringmauer umgeben, die noch in geringer Höhe erhalten ist. Im Nordosten der Burg befindet sich die Ruine eines D-förmigen Mauerturms. Von innen an die Ringmauer waren einst mehrere Gebäude angebaut, so dass nur ein kleiner Teil des Burghofs unbebaut war. Von diesen Gebäuden sind jedoch nur die Fundamente erhalten.